# Erziehungsmethode
Unter einer Erziehungsmethode (auch: Erziehungstechnik) versteht man eine planvolle und an Erziehungsnormen orientierte Verfahrensweise der Anwendung von Erziehungsmitteln.
Während der Methodenbegriff beispielsweise in der Philosophie oder in der Medizin genau definiert und umfassend theoretisch fundiert worden ist, hat die Pädagogik eine vergleichbar präzise Bestimmung dieses auch für sie axiomatischen Begriffs bisher nicht hervorgebracht. Infolgedessen wird der Terminus „Erziehungsmethode“ in der pädagogischen Literatur uneinheitlich verwendet. Häufig wird er synonym mit dem Ausdruck Erziehungsmittel gebraucht; ebenso oft wird er mit Erziehungsstil oder gar mit Erziehungskonzept gleichgesetzt. Andererseits jedoch gibt es auch viele pädagogische Fachtexte, in denen das Bedürfnis der Autoren, zwischen diesen Begriffen zu differenzieren, deutlich zutage tritt. Implizit werden folgende Begriffsabgrenzungen vorgenommen:

## Begriffsabgrenzung und Beispiele

### Erziehungsmethoden vs. Erziehungsmittel
Erziehungsmethoden sind komplexer als Erziehungsmittel und können mehrere Erziehungsmittel zu einem bestimmten Zweck organisieren.
Als Beispiel hier eine Methode, die der Psychologe John N. Marr empfiehlt, um gewohnheitsmäßigen Wutanfällen bei Kindern zu begegnen und die ein Beispiel für die in der Verhaltenstherapie geläufige Methode des negativen Übens bildet: Sobald der Wutanfall beginnt, sagen die Eltern dem Kind: „Du hast jetzt einen Wutanfall. Du darfst in diesem Raum hier keinen Wutanfall haben. Du musst dafür in dein Zimmer gehen.“ Die Eltern führen das Kind dann im Laufschritt in sein Zimmer. Dort sagen sie ihm: „Du hast einen Wutanfall und darfst den nur in deinem Zimmer haben. Sag mir, wenn du mit dem Wutanfall fertig bist.“ Um das Kind daran zu hindern, den Raum zu verlassen, verstellen die Eltern ihm den Weg durch die Tür oder schließen die Tür sogar. Wenn das Kind sich ausgewütet hat, sagen die Eltern, dass es den Raum erst verlassen darf, wenn sicher ist, dass von dem Wutanfall nichts mehr übrig ist: „Du darfst erst aus dem Zimmer kommen, wenn du noch einen Wutanfall hast.“ Dem Kind bleibt nun nichts anderes übrig, als einen weiteren Wutanfall zu liefern oder vorzutäuschen. Anschließend wird ihm gesagt, dass es sein Zimmer nun verlassen darf, dass beim nächsten Wutanfall aber dieselbe Prozedur folgen wird. Eltern, die diese Methode über einen längeren Zeitraum praktizieren, machen die Erfahrung, dass die Wutanfälle tatsächlich milder und seltener werden. Zweck des negativen Übens ist es, das Kind seines problematischen Verhaltens müde werden zu lassen.
Diese Methode vereint eine Reihe unterschiedlichster Erziehungsmittel, wie Mitteilung, Verbot und Arrest, und organisiert sie so, dass eine bestimmte erzieherische Wirkung (siehe: Erziehungserfolg) erreicht wird.

### Erziehungsmethoden vs. Erziehungskonzepte
Erziehungskonzepte sind umfassende, auf überindividuellen Wertprinzipien basierende theoretische Konzepte, die auf übergeordnete Erziehungsziele hin orientiert sind, wie z. B. auf Selbstständigkeit, schulischen und beruflichen Erfolg, einen guten Charakter oder Verinnerlichung religiöser (z. B. christlicher) Werte.
Erziehungsmethoden dagegen sind auf kleinere, weniger langfristige Ziele ausgerichtet, die Bestandteile einer erzieherischen Gesamtkonzeption sein können, aber nicht müssen. So werden in der westlichen Welt unterschiedliche Methoden propagiert und praktiziert, Kleinkinder zum Schlafen zu bringen:  Während z. B. Richard Ferber (Leiter des Center for Pediatric Sleep Disorders des Boston Children’s Hospital) empfiehlt, Kinder daran zu gewöhnen, allein zu schlafen, setzen Apologeten des Attachment Parenting wie William Sears sich für Co-Sleeping ein. Im Gesamtprozess der Erziehung eines jungen Menschen stellt das Bettgehtraining nur einen kleinen Ausschnitt dar. Weder Ferber noch Sears nehmen in Anspruch, ihre Methode in den Dienst eines bestimmten großen Erziehungsziels zu stellen, also in einem bestimmten Erziehungskonzept zu verorten. (Bei dem von Sears vertretenen Attachment Parenting handelt es sich nicht um ein Erziehungskonzept, sondern um eine pädagogische Theorie.)

### Erziehungsmethoden vs. Erziehungsstile
Erziehungsstile sind kulturtypische Verhaltensmuster, die Erwachsene in ihrer Erziehungstätigkeit erkennen lassen; sie sind weniger in einer bewusst durchdachten Pädagogik, sondern in erster Linie in der Persönlichkeit des Erziehenden begründet. Ein Beispiel ist der vernachlässigende Erziehungsstil, bei dem die Eltern gegenüber dem Kind – oft aufgrund von Suchtproblemen oder aus unterschiedlichsten psychosozialen Gründen – emotional stark distanziert sind und sich über die physische Grundversorgung hinaus kaum mit ihm beschäftigen.
Eltern, die einen vernachlässigenden Erziehungsstil praktizieren, verzichten auf den Einsatz von Erziehungsmitteln oft deshalb, weil sie nicht anders können. Ein Verzicht auf erzieherisches Handeln kann jedoch auch bewusst und sogar planvoll im Rahmen umfassender Erziehungskonzepte erfolgen, etwa wenn die Erziehung auf Resilienz und Selbstständigkeit zielt (wie z. B. Wendy Mogels Konzept der Charaktererziehung), aber etwa auch in der Antipädagogik.
Daneben gibt es auch Erziehungsmethoden, die auf erzieherisches Nichthandeln setzen. Sie werden bedarfsorientiert eingesetzt und sind nicht zwingend Teil eines großen Erziehungskonzepts. Ein Beispiel ist das von Rudolf Dreikurs entwickelte Konzept der logical consequences (im Deutschen bekannt als: „logische Folgen wirken lassen“), das darin besteht, Kinder die Folgen unerwünschter Verhaltensweisen anhand der natürlichen Konsequenzen dieses Verhaltens erleben zu lassen. Ein Kind, das dem Ruf zum Abendessen nicht Folge leistet, erhält nach dieser Methode – statt Belehrung, Tadel, Strafe usw. – z. B. ein kalt gewordenes Mahl. Hinter dieser Methode steht die pädagogische These, dass ein Kind leichter lernt, für sein eigenes Verhalten Verantwortung zu übernehmen, wenn die Rückmeldung, die es zu diesem Verhalten bekommt, nicht in der Sanktion eines – möglicherweise launenhaften oder gar missgünstigen – Erziehers, sondern in einer natürlichen Konsequenz besteht, die das Kind akzeptieren kann, ohne sie persönlich zu nehmen. Weil die logischen Konsequenzen in vielen Fällen weder tragbar noch für das Kind kurzfristig lehrreich sind (z. B. wenn das Kind das Zähneputzen verweigert), eignet die Methode sich allerdings nur für den punktuellen Einsatz.